# Шосе A11 (Латвія)
Шосе A11, Лієпая — кордон з Литвою (Руцава) — латвійська автомагістраль вищої категорії, яка з'єднує Лієпаю з литовським кордоном біля Руцави. Загальна протяжність автомагістралі становить 58,9 км, на всьому протязі вона покрита асфальтобетоном.

## Історія
9 березня 2015 року компанія SIA «Binders» виграла тендер на реконструкцію покриття ділянки A11 Ніца — Руцава (21,9-45,0 км) з контрактом на суму 12 494 348 євро.
У 2021 році VSIA «Latvijas valsts ceļi» оголосило закупівлю на розробку проєктів будівництва та авторський нагляд 15-кілометрової пішохідно-велосипедної дороги від Лієпаї до Ніци.